# Pinheiro Grande
Pinheiro Grande ist ein Ort und eine ehemalige Gemeinde (Freguesia) im portugiesischen Kreis Chamusca. Die Gemeinde hatte 940 Einwohner (Stand 30. Juni 2011).
Am 29. September 2013 wurden die Gemeinden Pinheiro Grande und Chamusca zur neuen Gemeinde União das Freguesias da Chamusca e Pinheiro Grande zusammengeschlossen.